# Општина Ношлак (Алба)
Ношлак (рум. Noşlac) општина је у Румунији у округу Алба.
Општина се налази на надморској висини од 326 m.